# Taphozous melanopogon
Taphozous melanopogon es una especie de murciélago de la familia Emballonuridae.

## Distribución geográfica
Se encuentra en el subcontinente indio y Asia del Sur, donde se distribuye por Camboya, China, India, Indonesia, Laos, Malasia, Birmania, Sri Lanka, Tailandia, Timor, Vietnam y, posiblemente también, en Filipinas.